# Reserva Estatal Histórico-Arquitectónica de Shusha
La Reserva Estatal Histórico-Arquitectónica de Shusha (en azerí: Şuşa Dövlət Tarix-Memarlıq Qoruğu) es una reserva de Azerbaiyán en la ciudad de Shusha.

## Historia
El Kanato de Karabaj fue establecido en 1747 por Panah Ali khan Javanshir después del colapso del imperio de Nader Shah.  La fortaleza de Shusha fue construida entre los años 1750-1752 por Panah Ali Khan. La fortaleza fue construida con fines defensivos y se levantó en un lugar de difícil acceso e incluso asediado en la llanura de Shusha. 
La fortaleza tenía tres entradas principales: las puertas de Ganja, Irevan y Aghoghlan. La puerta de Ganja conectaba Shusha con la ciudad de Ganja y la región de Chilabord del kanato de Karabaj. La puerta de Irevan estaba situada en la parte occidental de la fortaleza y conectaba la ciudad de Shusha con la ciudad de Iravan y el pueblo de Khalfali. La puerta de Agoghlan estaba situada en el lado este de la fortaleza.
En Shusha había 669 edificios antiguos, 17 fuentes, 17 mezquitas, seis caravasares, tres mausoleos, dos madrazas, dos castillos y murallas y 197 monumentos importantes de arte, historia y cultura. 
El 10 de agosto de 1977 la ciudad de Shusha y sus alrededores fueron declarados reserva histórica y arquitectónica de Azerbaiyán.  El 22 de junio, el presidente de Azerbaiyán, Ilham Aliyev, firmó un decreto sobre la fundación del Departamento de la Reserva Estatal de la ciudad de Shusha.